# Trigonopterus seticnemis
Trigonopterus seticnemis – gatunek chrząszcza z rodziny ryjkowcowatych i podrodziny krytoryjków.

## Taksonomia
Gatunek ten opisany został po raz pierwszy w 2019 roku przez Alexandra Riedela na łamach „ZooKeys”. Współautorem publikacji jest Raden Pramesa Narakusumo. Jako miejsce typowe wskazano górę Karre, znaną także jako Wokim, położoną w Rantepao w kabupatenie Tana Toraja w indonezyjskiej prowincji Celebes Południowy. Epitet gatunkowy oznacza po łacinie „szczecinkogoleniowy”.

## Morfologia
Chrząszcz o ciele długości 2,8 mm, wysklepionym, w zarysie prawie jajowatym ze słabym przewężeniem między przedpleczem a pokrywami, ubarwionym czarno z rdzawymi czułkami i odnóżami. Ryjek samca zaopatrzony jest w listewkę środkową i parę listewek przyśrodkowych. Epistom jest niewyraźny. Powierzchnia przedplecza jest oprócz linii środkowej drobno i gęsto punktowana. Pokrywy mają rzędy z małymi punktami i płaskie międzyrzędy; z sześcioma większymi punktami w ósmym rzędzie na barku. Wszystkie odnóża mają uda pozbawione ząbków. Listewki przednio-brzuszne na udach środkowej i tylnej pary są karbowane. Tylna para odnóży ma na udach przedwierzchołkową łatkę strydulacyjną, a na goleniach długie szczecinki na spodzie. Genitalia samca mają prącie o bokach prawie równoległych, a wierzchołku prawie kanciastym i pozbawionym szczecinek. Aparat przenoszący jest biczykowaty z lirowatym sklerytem wspierającym umieszczonym przedwierzchołkowo, a przewód wytryskowy jest wyposażony w niewyraźny bulbus.

## Ekologia i występowanie
Ryjkowiec ten zasiedla górskie lasy. Spotykany jest na rzędnych 1460 m n.p.m. Bytuje na listowiu roślinności.
Owad orientalny, endemiczny dla Celebesu, znany tylko z lokalizacji typowej w prowincji Celebes Południowy.